# Німецький історичний музей
Німецький історичний музей (нім. Deutsches Historisches Museum, скор. DHM) — музей історії Німеччини, розташований у Берліні у будівлі Цейхгаузу на вулиці Унтер-ден-Лінден.
Музей був заснований 28 жовтня 1987 року з нагоди святкування 750-річного ювілею Берліна і у той час розміщувався у будівлі Рейхстагу у Західному Берліні. Цього дня відповідна угода була підписана федеральним канцлером Гельмутом Колем і керівним бургомістром Західного Берліна Еберхардом Діпгеном у будівлі рейхстагу. Перша постійна виставка «Картини і свідоцтва німецької історії» відкрилася у грудні 1994 року і включала понад 2 000 експонатів.
Німецький історичний музей передбачалося розмістити у спеціально для нього побудованому будинку недалеко від рейхстагу. В архітектурному конкурсі на проєкт нової музейної будівлі переміг італійський архітектор Альдо Россі. Падіння Берлінської стіни внесло свої корективи в ці плани. Після об'єднання Німеччини 3 жовтня 1990 року федеральний уряд передав Німецькому історичному музею колекцію і площі Музею німецької історії, того, що функціював у НДР. Так Цейхгауз, найстаріша будівля, на Унтер-ден-Лінден став будинком для Німецького історичного музею. Перші експозиції в Цейхгаузі відкрилися вже у вересні 1991 року.

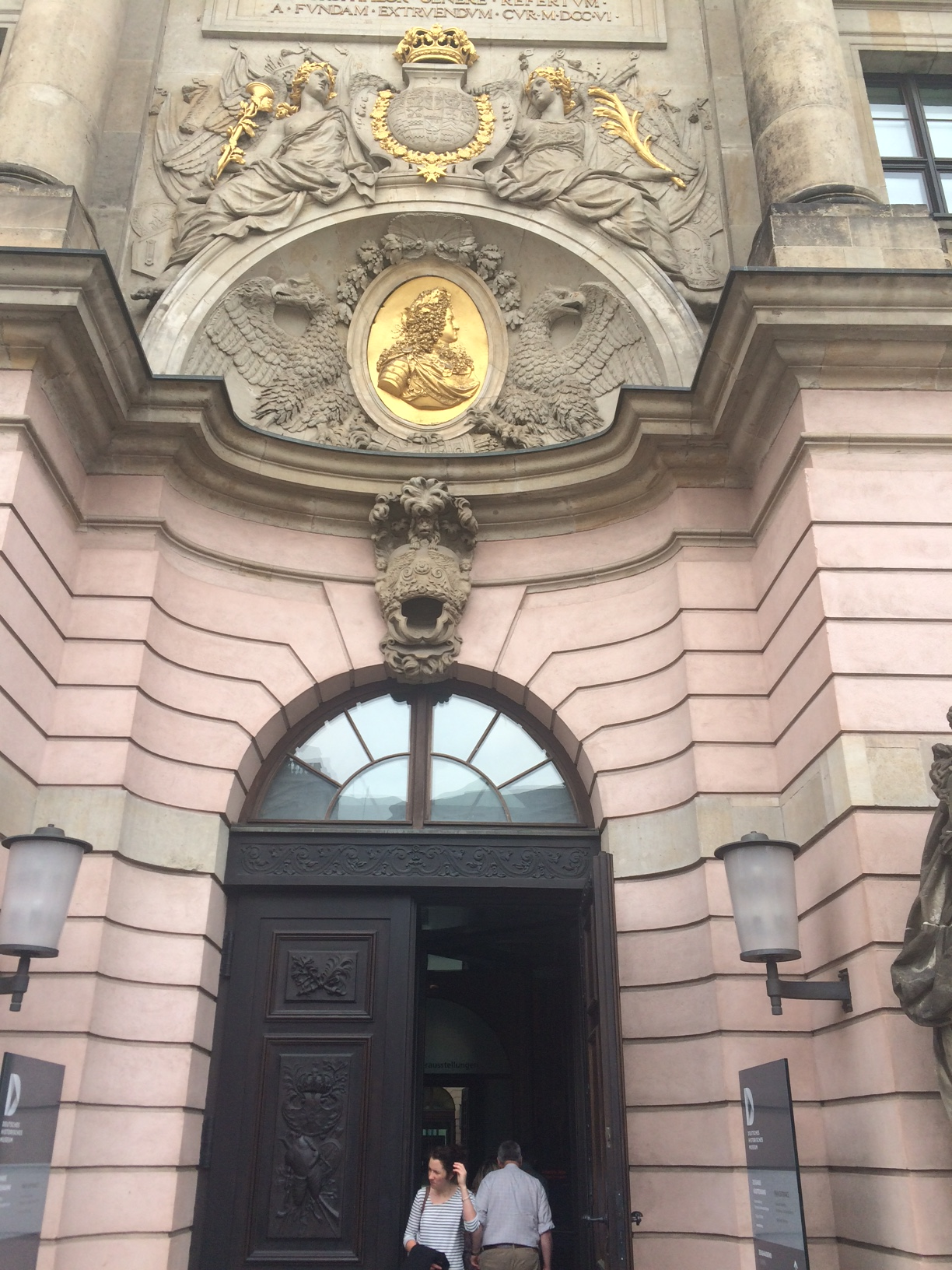
Головний вхід до музею

У 1998 році розпочалася реставрація Цейхгаузу. Фоє та внутрішній дворик відкрилися у квітні 2004 року. Постійна експозиція музею відкрилася 2 червня 2006 року в присутності федерального канцлера Ангели Меркель. З 2003 року був відкритий доступ відвідувачів до другого будинку музею, побудованого Бей Юйміном, де проходять спеціалізовані виставки.
Німецький історичний музей одним з перших музеїв Німеччини відкрив власний вебсайт, який перетворився на один з найпопулярніших музейних сайтів у Німеччині. Німецький історичний музей — один з найвідвідуваніших музеїв Німеччини.

## Виставки
Постійна експозиція музею включає понад 8 000 історичних експонатів, що оповідають про осіб, події, ідеї і процеси майже у двотисячолітній німецькій історії: від першого століття до н. е. і до нинішніх днів.
Чотири поверхи виставкового залу Бей Юйміна переважно використовуються для спеціальних виставок музею. 

## Керівництво музею
Генеральні директори Музею або Президенти Фонду:
- 1987–1999: Крістоф Штельцль
- 2000–2011: Ганс Оттомаєр
- 2011–2016: Александр Кох
- з 1 квітня 2017 року: Рафаель Гросс

## Колекції

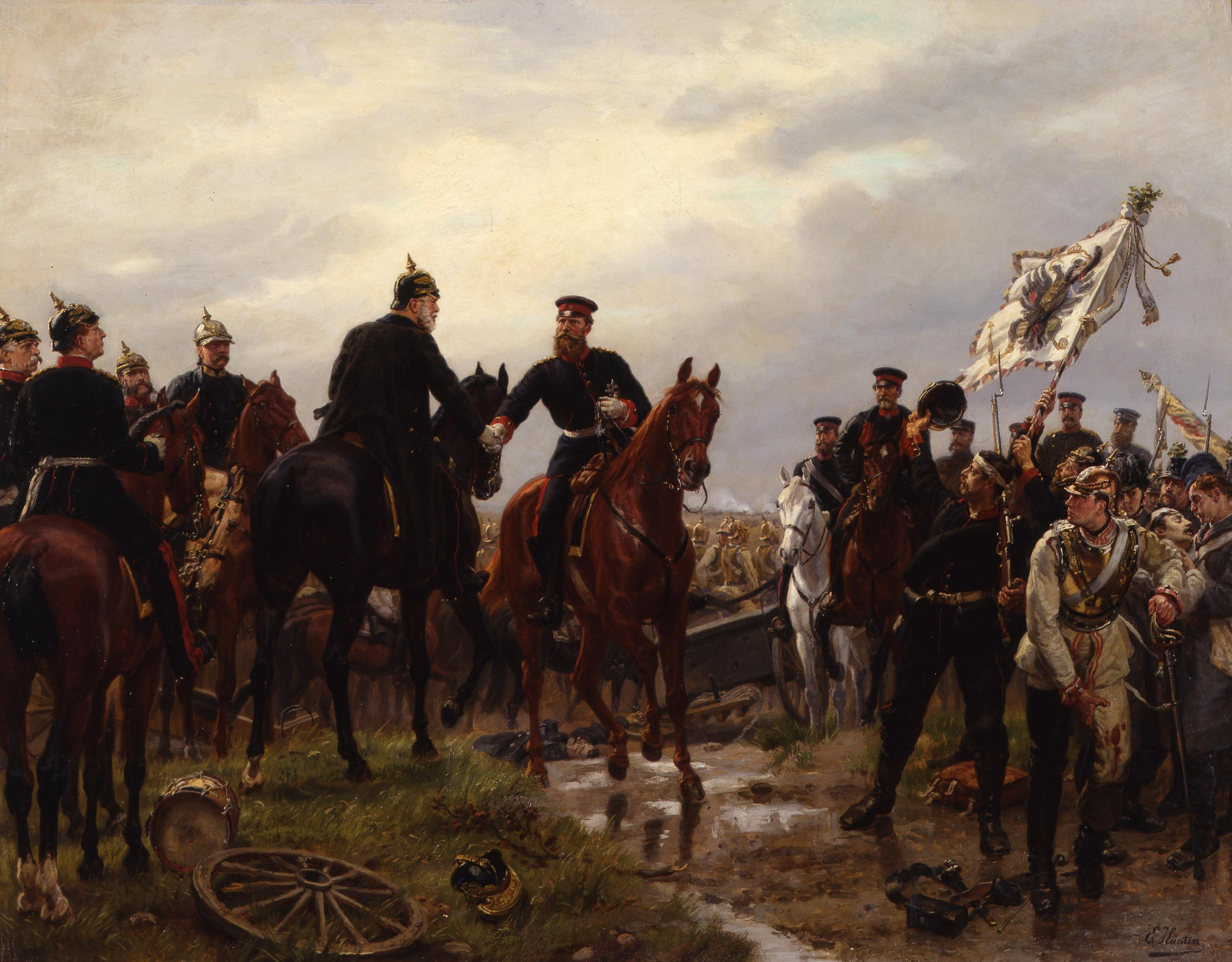
Картина Битва при Кеніггреці, Еміль Гюнтен

Повсякденна культура з такими підтемами
Відзнаки, повсякденна історія, сільське господарство, політика, релігія, іграшки, історія техніки та медицини, звукозаписи, цивільний одяг і текстиль: близько 130 000 предметів 
Рукописи – стародруки та цінні друки
близько 35 000 об'єктів
Прикладне мистецтво та графіка
Декоративно-прикладне мистецтво, скульптура до 1900 р., графіка: бл. 10300 предметів 
Зображення
Плакати, фотоколекція, архів зображень, листівки: бл.300 тис. об’єктів 
Документи
Історичні першоджерела та документи від раннього середньовіччя до початку Першої світової війни (від IX ст. до 1914 р.), документи з 1900 р., нумізматика : бл. 284 000 предметів 
Кіноархів
приблизно 900 об'єктів 
Мистецтво
Картини до 1900 р., картини та скульптури до 1900 р.: бл. 3680 об’єктів 
Мілітарія
Старовинна зброя та обладунки, військове спорядження, уніформа, прапори, медалі та ордена, мілітарна графіка: бл.30 тис. предметів 

## Галерея

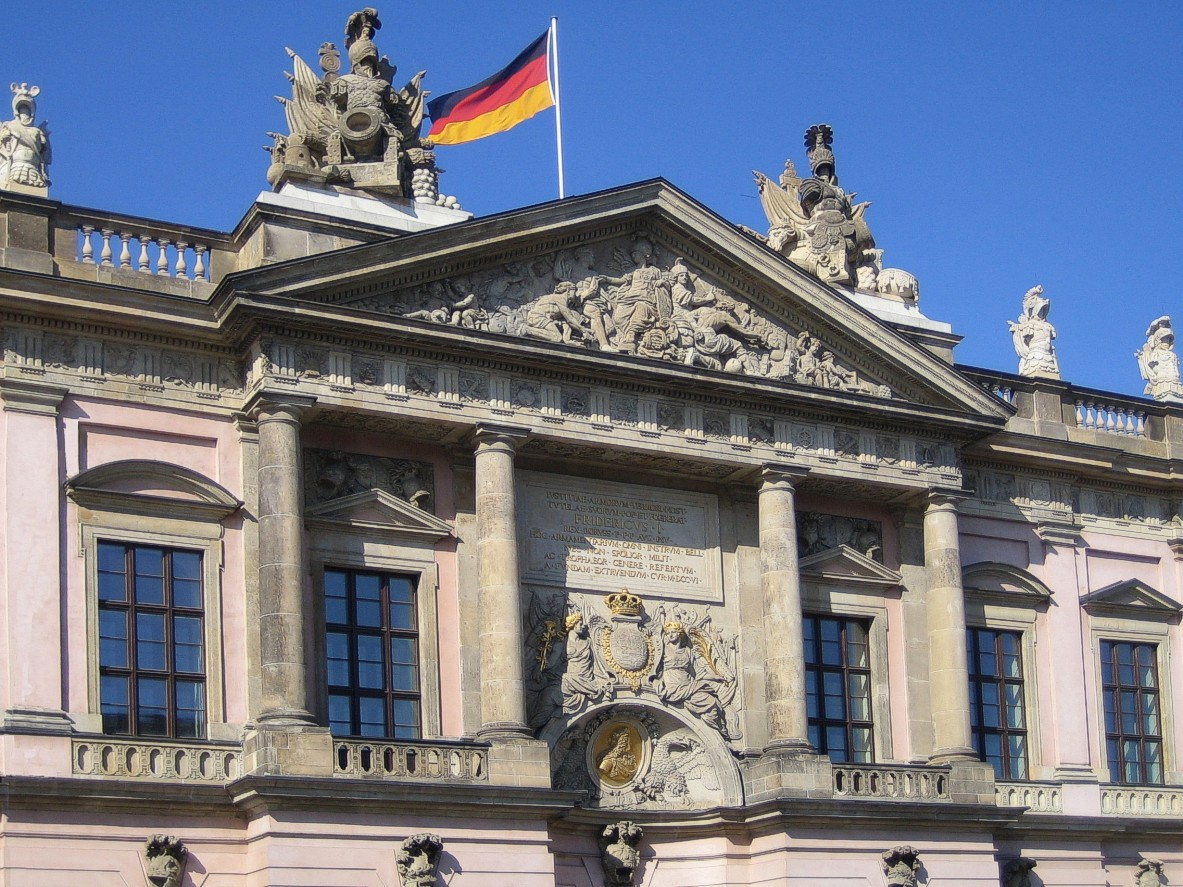
Фасад музею
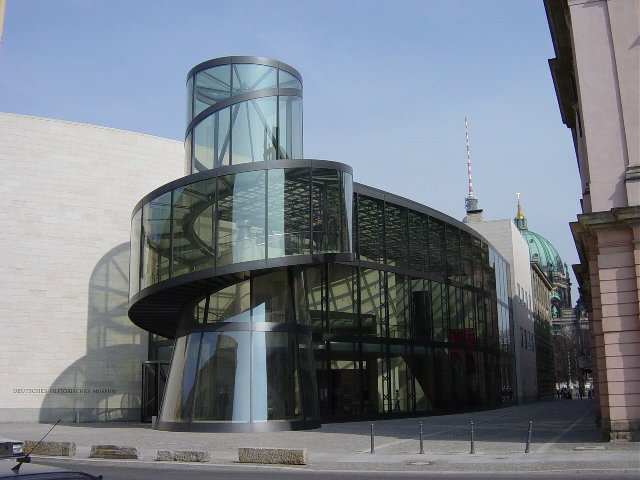
Другий будинок Німецького історичного музею, побудований за проєктом Бей Юйміна